# تپه قدیمی
تپه قدیمی مربوط به دوران‌های تاریخی پس از اسلام است و در شهرستان قزوین، بخش کوهین، روستای یله‌گنبد واقع شده و این اثر در تاریخ ۲۵ اسفند ۱۳۸۰ با شمارهٔ ثبت ۵۵۹۳ به‌عنوان یکی از آثار ملی ایران به ثبت رسیده است.